# Keeping Faith
Keeping Faith é uma série de televisão de suspense galês, criada por Matthew Hall e produzida pela Vox Pictures. Keeping Faith foi transmitido pela primeira vez na S4C em 5 de novembro de 2017. Pip Brought redirecionou seis dos oito episódios; Andy Newbery os outros dois. A série estrelado por Eve Myles como Faith Howells. Ela é advogada de um escritório de advocacia familiar. Evan, seu marido, desaparece enquanto ela está em licença de maternidade após o nascimento de seu terceiro filho. A série é co-estrelada por Hannah Daniel, Matthew Gravelle, Bradley Freegard, Mark Lewis Jones, Mali Harries e Aneirin Hughes
A série foi filmada simultaneamente em dois idiomas. Este programa é o segundo de uma temporada de dramas bilíngües programados para estrear na S4C. As primeiras transmissões galesas na S4C continham legendas inteiramente em inglês, enquanto repetidas transmissões continham legendas em inglês codificadas. A série está disponível no BBC iPlayer como parte do relacionamento contínuo da BBC com a S4C.
Renomeada Keeping Faith, a versão em inglês estreou na BBC Wales em 13 de fevereiro de 2018. O programa foi extremamente popular no País de Gales, com uma média de 300.000 espectadores por episódio, tornando-se o programa mais popular da BBC Wales por mais de 25 anos. Ele também se tornou o programa mais não-baixado da rede no iPlayer da BBC, com mais de 8,5 milhões de downloads em maio de 2018.
Tendo anunciado em 15 de junho de 2018 que Keeping Faith seria exibida em todo o Reino Unido na BBC One, sua transmissão começou em 10 de julho de 2018. O chefe de comissionamento da BBC Wales, Nick Andrews, disse que esta série tem sido uma verdadeira joia do começo ao fim, e é uma prova da força do drama que vem do País de Gales agora. A produção da segunda temporada começou em setembro de 2018 e a transmissão como Un Bore Mercher começou na S4C em 12 de maio de 2019. A segunda temporada será exibida na BBC One em 2019.